# Чеберук, Елена Ивановна
Елена Ивановна Чеберук (бел. Алена Іванаўна Чабярук, 11 ноября 1925, станция Приямино - 2007) — белорусский языковед. Лауреат Государственных премий Беларуси (2001 г.) и СССР (1971 г.).
В 1951 году окончила БГУ. Кандидат филологических наук (1969 г.). В 1952—1991 годах работала в Институте языкознания АН Беларуси. Исследует белорусскую диалектологию, балто-славянские языковые контакты.
Автор работы «Числительное в белорусских говорах», соавтор «Диалектического атласа русского языка» (1963 г.)., «Лингвистической географии и группировки белорусских говоров» (1968—1969 годы).